# Tautendorf
Tautendorf là một đô thị thuộc huyện Saale-Holzland, trong bang Thüringen, Đức. Đô thị Tautendorf có diện tích 5,29 km².